# 塞奇威克縣 (科羅拉多州)
塞奇威克縣（英語：Sedgwick County）是美國科羅拉多州東北角的一個縣，東、北、西北為內布拉斯加州包圍。面積1,423平方公里。根據美國2000年人口普查，共有人口2,747人。縣治朱爾斯堡（Julesburg）。
成立於1889年4月9日。縣名來自塞奇威克堡（紀念南北戰爭將領約翰·塞奇威克）。